# Antiquarium di Velleia
L'Antiquarium di Velleia è un museo archeologico, situato a Veleia, frazione di Lugagnano Val d'Arda, in provincia di Piacenza, che raccoglie parte dei reperti provenienti dagli scavi archeologici dell'omonima città romana. Situato nell'ottocentesca palazzina della Direzione scavi illustra i momenti più significativi della storia del complesso veleiate.
Dal dicembre 2014 è stato gestito dal Ministero per i beni e le attività culturali tramite il polo museale dell'Emilia-Romagna, il quale nel dicembre 2019 è divenuto direzione regionale Musei. Dal 1º giugno 2024 afferisce invece al complesso Monumentale della Pilotta di Parma.

## Storia
Un primo, piccolo antiquarium a Veleia viene realizzato nel 1953 sulle rovine del calcidico ad opera di Giorgio Monaco, direttore degli scavi tra il 1937 ed il 1957. Lo stesso Monaco, stante l'ampia quantità di reperti giacenti nei magazzini del museo archeologico nazionale di Parma,  auspica la realizzazione di un secondo edificio per poterli ospitare.
Nel 1975 viene inaugurata, ad opera di Mirella Marini Calvani, appena diventata direttrice del museo archeologico nazionale di Parma, la nuova struttura espositiva, situata al primo piano della palazzina della direzione degli scavi, costruita durante la serie di scavi iniziata nel 1816. Nel suo primo allestimento la struttura ospita una serie di ritrovamenti preromani, un limitato numero di reperti di epoca romana, oltre ad alcune copie di materiali conservati a Parma, tra i quali i calchi della tabula alimentaria traianea, della Lex Rubria de Gallia Cisalpina e del cippo onorario di Lucio Sulpicio Nepote. Sono, inoltre, realizzate delle copie delle statue appartenenti al ciclo giulio-claudio esposte al museo della civiltà romana di Roma.
Nel 2010 l'antiquarium viene completamente riallestito con l'installazione di una nuova cartellonistica con pannelli e didascalie in tutta l'area archeologica, così come percorsi accessibili a disabili. All'interno dell'edificio sono realizzati una serie di vetrine a scomparsa per ottimizzare l'utilizzo dello spazio e dividendo il percorso in cinque macro aree tematiche: le sepolture preromane, l'area dei culti, l'area pubblica romana, l'area privata romana e, infine, l'area dei culti funerari romani. In occasione del riallestimento è stata restaurata la statua del Giove ligure, esposta nell'area dei culti.

## Esposizione

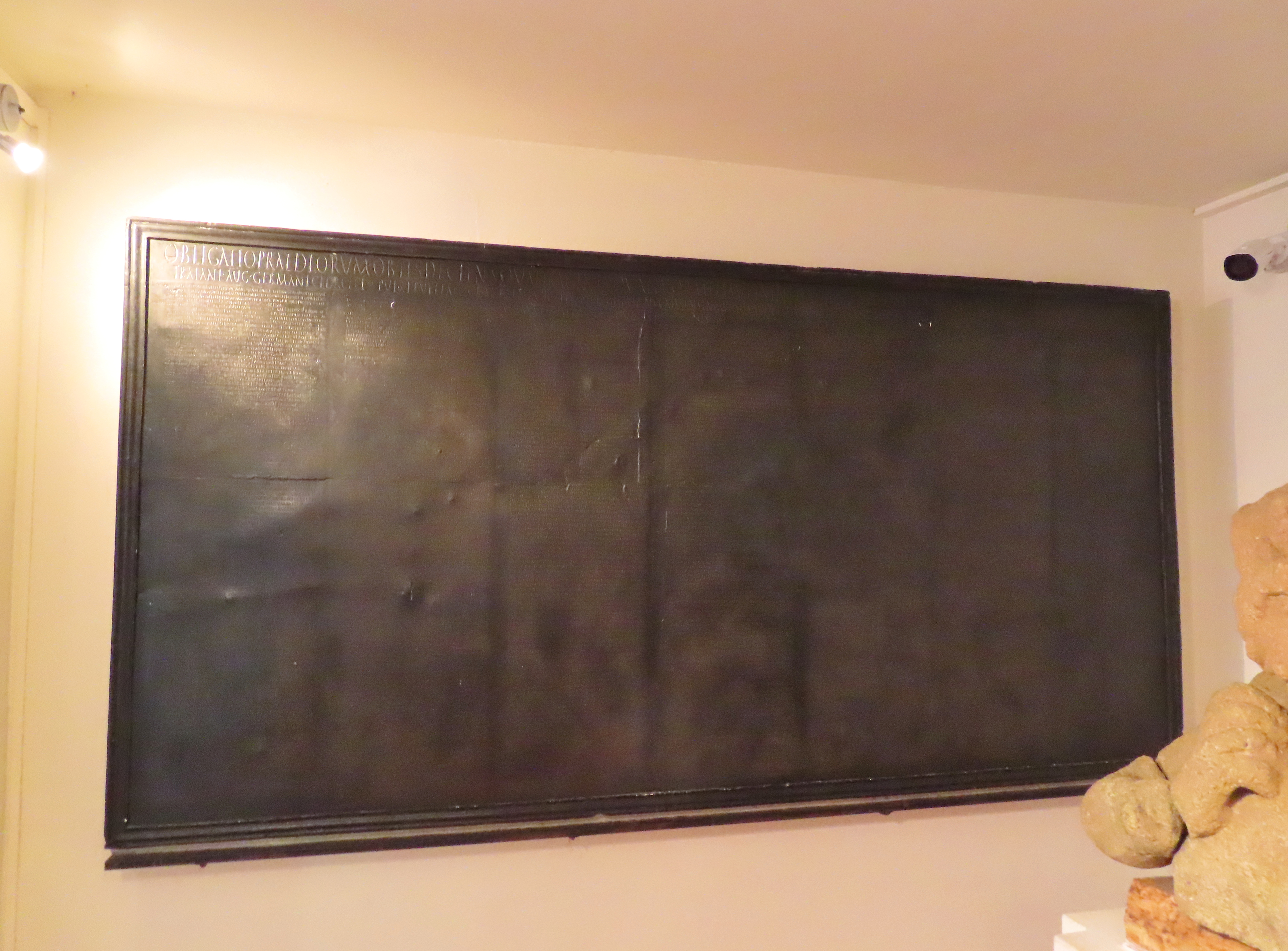
Copia della Tabula alimentaria traianea

All'interno dell'edificio sono presenti una serie di pannelli che riproduce gli antichi disegni degli scavi, alcuni reperti romani e preromani ed alcune copie di altri reperti veleiati tra cui le statue dei personaggi della famiglia imperiale giulio-claudia, la tabula alimentaria traianea e la lex Rubria de Gallia Cisalpina.
Il percorso espositivo si snoda attraverso cinque aree tematiche:
- materiale delle sepolture preromane
- l'area dei culti (con la statua del cosiddetto Giove Ligure)
- l'area pubblica romana, con il calco di Baebia Bassilla, le riproduzioni in gesso della Tabula alimentaria traianea e della Lex Rubria de Gallia Cisalpina, la stele del Venator e altro materiale architettonico proveniente dagli scavi)
- l'area privata romana
- culti funerari romani.